# Moussa Yedan
Moussa Yedan (ur. 20 lipca 1989 w Bobo-Dioulasso) – burkiński piłkarz grający na pozycji ofensywnego pomocnika.

## Kariera klubowa
Swoją karierę piłkarską Yedan rozpoczął w klubie Étoile Filante Wagadugu. W sezonie 2008/2009 zadebiutował w jego barwach w burkińskiej Superdivision. W sezonach 2008/2009 i 2009/2010 wywalczył z nim wicemistrzostwo kraju. W sezonie 2010/2011 zdobył Puchar Burkiny Faso.
W 2013 roku Yedan przeszedł do kameruńskiego klubu Cotonsport Garua. W sezonie 2013 wywalczył z nim mistrzostwo Kamerunu, a następnie przeszedł do egipskiego Al-Ahly Kair. W 2014 roku został mistrzem Egiptu oraz zdobył Superpuchar Egiptu. W sezonie 2014/2015 został wicemistrzem tego kraju, ale w trakcie sezonu odszedł do saudyjskiego Al-Orobah FC. W 2015 wrócił do Egiptu i został piłkarzem klubu Haras El-Hodood SC. W 2017 roku został zawodnikiem AS Tanda, a w 2018 wrócił do Étoile Filante. Następnie grał w AS Otohô (2018/2019, mistrzostwo Konga), Majestic SC (2019-2020), Rahimo FC (2020-2021) i Racing Bobo-Dioulasso (2021-2022).

## Kariera reprezentacyjna
W reprezentacji Burkiny Faso Yedan zadebiutował 26 maja 2012 w zremisowanym 2:2 towarzyskim meczu z Beninem. W 2015 roku został powołany do kadry na Puchar Narodów Afryki 2015. Był na nim rezerwowym i nie rozegrał żadnego meczu. Od 2012 do 2015 rozegrał w kadrze narodowej 7 meczów.